# Press Complaints Commission

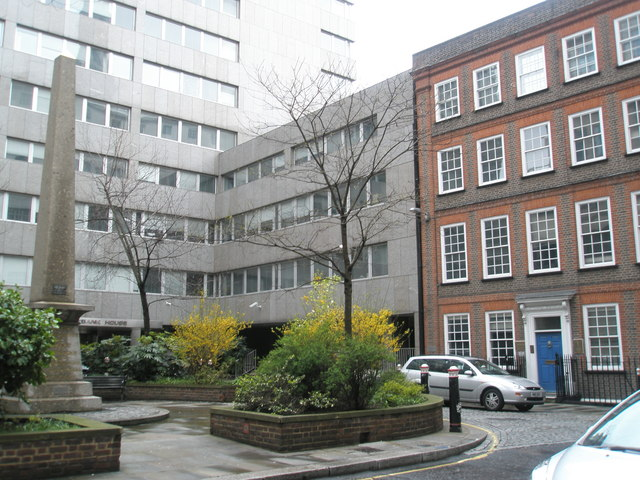
Press Complaints Commission a la Salisbury Square.

La Press Complaints Commission (Comissió de Queixes de la Premsa, Comissió de Querelles contra la Premsa, o PCC, en anglès) és una organització britànica d'autoregulació per a diaris i revistes impreses, de participació voluntària, composta per representants indicats pels principals grups de mitjans de comunicació. La PCC finança les seves activitats a través d'una quota anual que cobra als diaris i revistes. No té un mandat legal, els diaris i revistes s'adhereixen lliurement a les seves normes, i la indústria gràfica s'autoregula.
Al juliol de 2011, la PCC ha estat repetidament criticada per la seva falta d'iniciativa en l'escàndol de les escoltes telefòniques il·legals de News International, fins i tot pel primer ministre britànic, David Cameron.
El desembre de 2011, el president de la Comissió, Lord Hunt, va anunciar els seus plans de reemplaçar la PCC amb un nou òrgan regulador independent.